# (18059) Cavalieri
(18059) Cavalieri ist ein Asteroid des Hauptgürtels, der am 15. Dezember 1999 vom italo-amerikanischen Astronomen Paul G. Comba am Prescott-Observatorium (IAU-Code 684) in Prescott, Arizona entdeckt wurde.
Benannt wurde der Asteroid am 9. März 2001 nach dem italienischen Jesuatenmönch, Mathematiker und Astronomen Bonaventura Cavalieri (1598–1647), der an der Universität Bologna lehrte und das Prinzip der Indivisibilien sowie das nach ihm benannte Cavalierische Prinzip entwickelte.